# Оикономидис, Кристофер
Кристофер Джеймс Оикономидис (англ. Christopher James Ikonomidis, 4 мая 1995, Сидней, Австралия), также известный как Христос Оикономидис (греч. Χρίστος Οικονομίδης) — австралийский футболист, полузащитник клуба «Мельбурн Виктори» и сборной Австралии.

## Клубная карьера
Родился 4 мая 1995 в городе Сидней. Начал заниматься футболом в четыре года в местных футбольных школах. Уже в 14 лет находился на просмотре в академии лондонского «Арсенала», однако вернулся домой. После ряда удачных выступлений на юношеских турнирах получил в 2011 году приглашение переехать в Италию и продолжить обучение в академии «Аталанты», где провёл полтора года. Юноша продолжал прогрессировать и в 2013 году принял предложенный юношеский контракт от римского «Лацио», где начал выступления за юношескую команду клуба.
Несмотря на ряд предложений по аренде молодого полузащитника от клубов Серии B «Лацио» оставил Оикономидиса в собственной клубной структуре, а в 2015 году австралиец был включен в заявку первой команды римского клуба.
31 января 2018 года вернулся в Австралию, отправившись в аренду в клуб Эй-лиги «Уэстерн Сидней Уондерерс» на оставшуюся часть сезона 2017/18.
В сентябре 2018 года подписал трёхлетний контракт с клубом «Перт Глори».

## Выступления за сборные
В 2014 году провёл одну игру в составе юношеской сборной Австралии до 19 лет.
С 2013 года привлекается в состав молодёжной сборной Австралии. На молодёжном уровне сыграл в 11 официальных матчах и забил 5 голов.
Несмотря на греческие корни и предложения играть за сборную Греции Оикономидис принял решение на уровне взрослых сборных продолжать играть за Австралию. В начале 2015 года получил свой первый вызов в национальную сборную Австралии и 20 марта 2015 года дебютировал в её составе, выйдя на замену в конце товарищеского матча против сборной Македонии. Примечательно, что на момент дебюта в национальной команде 19-летний игрок не сыграл ни одной официальной игры за взрослую команду на клубном уровне.
В 2019 году включён в состав сборной на Кубок Азии в ОАЭ. 15 января, на 54 минуте игры, забил второй гол своей команды в третьем матче группового этапа в ворота сборной Сирии. Австралия одержала победу со счётом 3:2.